# Carlos Porras
Carlos Porras fue un político peruano. 
Fue elegido diputado por la provincia de Canta en 1901 hasta 1912 durante los gobiernos de José Pardo y Barreda y Augusto B. Leguía en la República Aristocrática.